# Lentiginose por PUVA
Os lentigos ou lentigione adquirido por PUVA (fototerapia com psolareno e raios UVA) são uma condição cutânea causada pela terapia PUVA.:686